# つくば花室トンネル
つくば花室トンネル（つくばはなむろトンネル）は、茨城県つくば市竹園三丁目と同市吾妻二丁目を結ぶ自動車用トンネルである。全長はおよそ770メートル (m) である。

## 概要

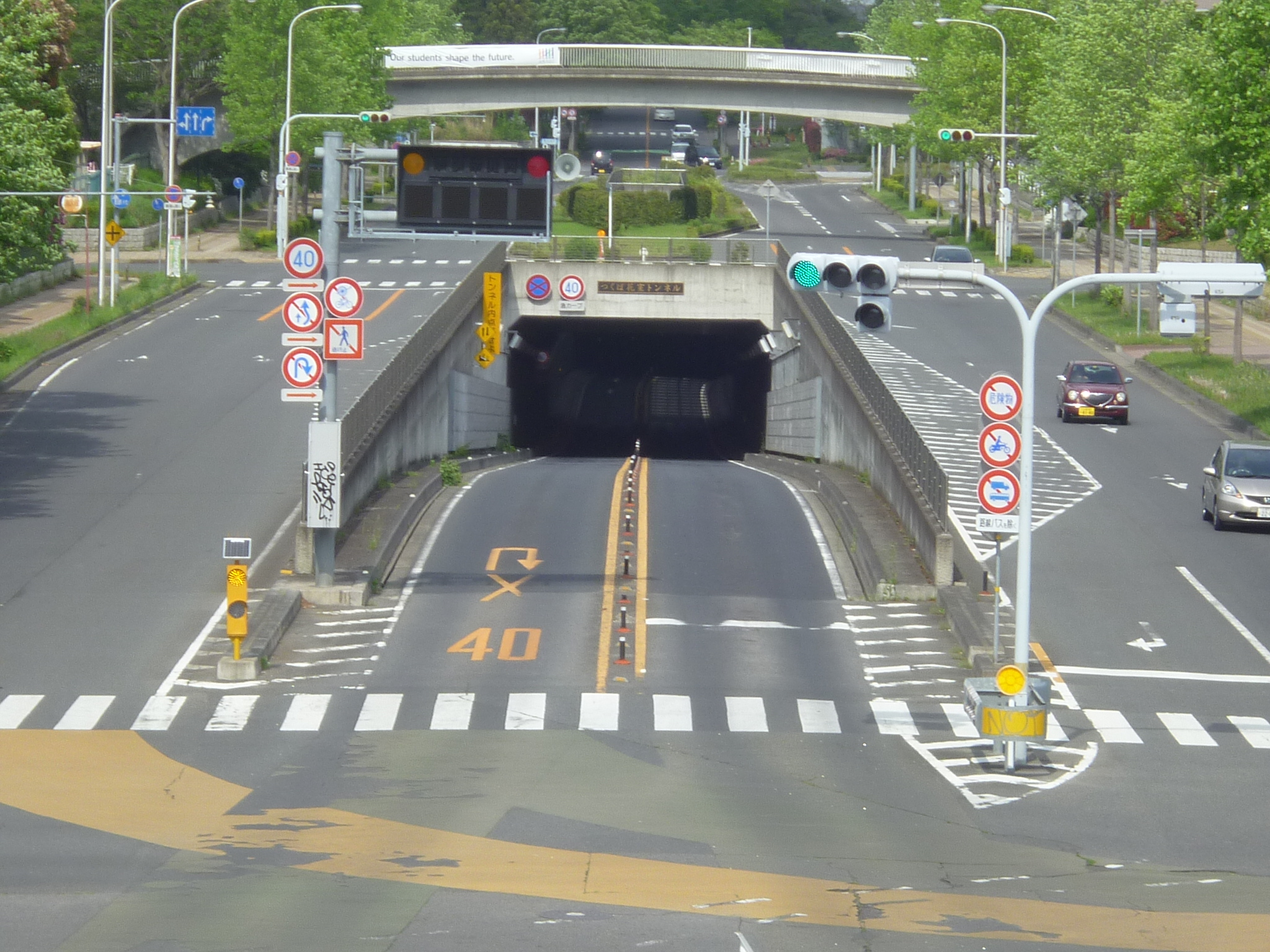
吾妻側から見たつくば花室トンネル

土浦学園線と学園中央通りを結び、地下で学園東大通りと立体交差するバイパストンネルである。花室交差点・土浦駅方面とつくばセンター・つくば駅方面とのアクセス手段として利用されている。当トンネルを含むバイパス道路は、学園中央通りや土浦学園線の学園東交差点以東とともに茨城県道24号土浦境線に指定されている。このバイパス道路は2車線で、最高速度は40km/hに規制されている。「花室」の名は開発前の大字による。
学園中央通りとの分岐点は中央公園前交差点であり、ここでは学園中央通りと市道が交わるうえ、交差点の東側では学園中央通りの中央からバイパス道路が分岐し、そのまま地下に潜る形になっている。学園中央通り側や市道側のほか、トンネル出口側にも信号機が設けられている。一方、土浦学園線との分岐点は交差点にはなっていないが、やはりバイパス道路は土浦学園線の中央から分岐し、地下に潜る。

### 通行規制
トンネル内には歩道がないため、自動車専用道路と同様に歩行者・自転車や軽車両の通行は禁止されている。また、路線バス以外の大型自動車・特定中型自動車・自動二輪車・原動機付自転車および危険物積載車両の通行が禁止されている。自動二輪車は排気量に関係なく通行禁止である。したがって、トンネル内を通行可能な車両は路線バスと特定中型自動車に当てはまらない中型自動車と普通自動車、小型特殊自動車のみである。

## バス停留所

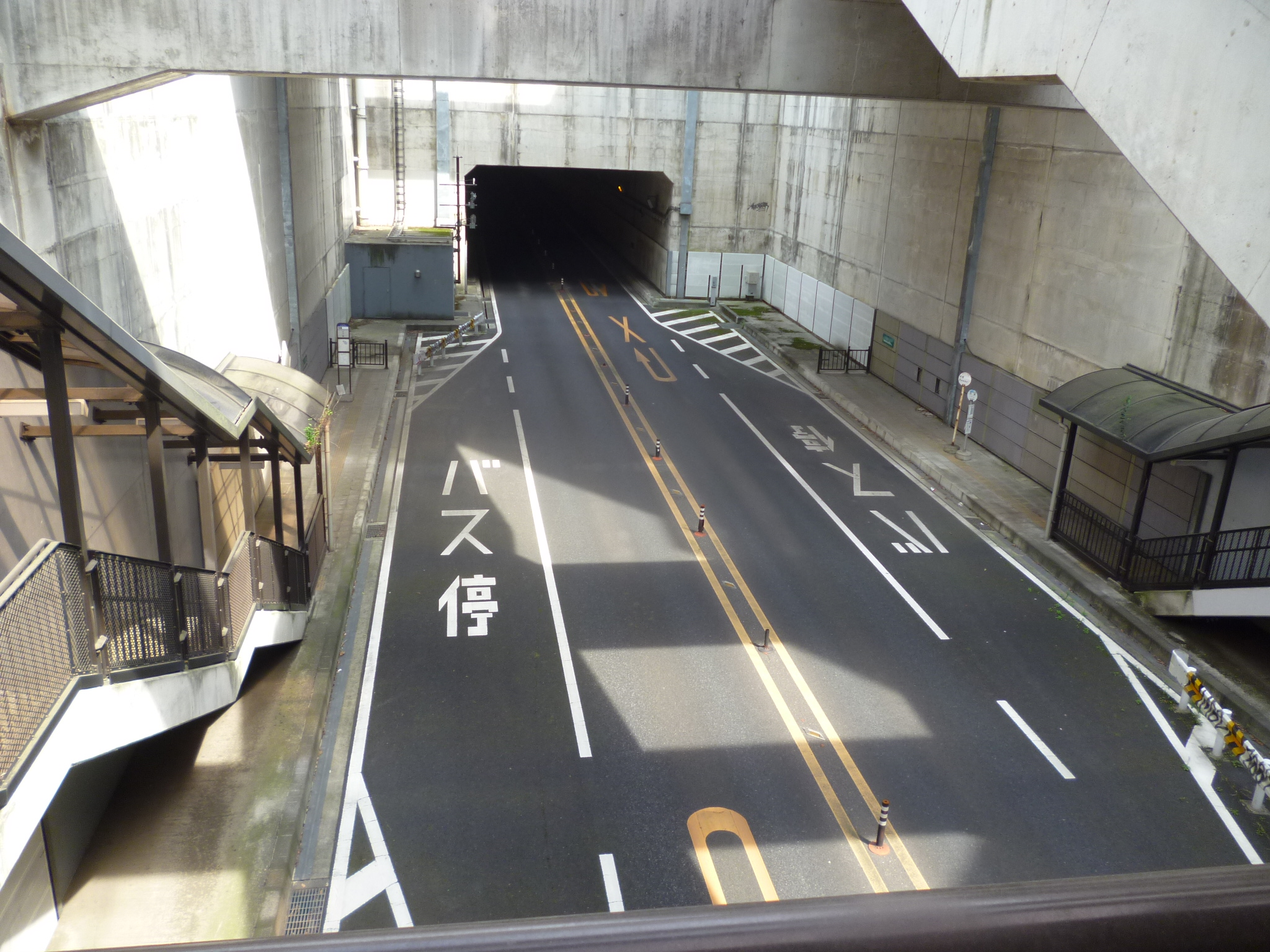
吾妻バス停留所

トンネル内に吾妻バス停留所が存在し、階段により地上とつながっている。所在地はつくば市吾妻四丁目6。

### 吾妻バス停留所で乗降可能な系統
関東鉄道
- [18] 土浦駅東口 - （土浦ニューウェイ経由） - 吾妻 - つくばセンター - つくばテクノパーク大穂
- TMライナー：土浦駅東口 - （土浦ニューウェイ経由） - 吾妻 - つくばセンター - 石岡BS - 水戸駅南口

## 新交通システムとの関連
科学万博終了後、筑波研究学園都市は概成し熟成の秋を迎え、1991年度に研究学園都市における新住宅市街地開発事業などを終了することになった。これを契機として、1991年に筑波研究学園地区において立体街路が計画・整備され、1995年に供用された。この立体街路は土浦高架道の対として位置づけられ、当面は従来型のバスが通行するが、将来は土浦と研究学園都市を結ぶ新交通システムの学園地区におけるインフラ部として転用しうるよう設計された。
立体街路は、都市計画道路土浦学園線の竹園高校付近から同学園中央通り線の交通ターミナル付近までの延長約1キロメートル (km) 区間に堀割・地下トンネル形式の2車線街路（幅7.5m）を整備するもので、途中にバス停を1箇所設置している。また、この立体街路を受け入れるため、都市計画街路学園中央通り線を約1kmにわたって40mに拡幅する事業が行われた。事業主体は茨城県であった。この立体街路の完成により、将来両都市を結ぶ新交通システムの受け入れ体制が両中心市街地においてできあがったこととなった。

## 歴史
- 1998年（平成10年）10月21日：供用開始[6]。
- 2011年（平成23年）8月11日：一般市民などおよそ60人の手により、トンネル内の清掃作業（落書き消し）が行われた[7]。